# Ancistrocerus spilogaster
Ancistrocerus spilogaster är en stekelart som beskrevs av Cameron 1905. Ancistrocerus spilogaster ingår i släktet murargetingar, och familjen Eumenidae. Inga underarter finns listade i Catalogue of Life.